# جوناثان بوند
جوناثان بوند (بالإنجليزية: Jonathan Bond)‏ (19 مايو 1993 المملكة المتحدة - ) هو لاعب كرة قدم بريطاني يلعب كحارس مرمى.

## روابط خارجية
- جوناثان بوند على موقع الدوري الأمريكي (الإنجليزية)
- جوناثان بوند على موقع قاعدة بيانات كرة القدم.إي يو (الإنجليزية)
- جوناثان بوند على موقع Soccerbase.com (لاعب) (الإنجليزية)
- جوناثان بوند على موقع Soccerway.com (الإنجليزية)
- جوناثان بوند على موقع عالم كرة القدم.نت (الإنجليزية)
- جوناثان بوند على موقع AS.com (الإسبانية)